# آرثر أ. سمول
آرثر أ. سمول هو محامي وسياسي أمريكي، ولد في 14 أكتوبر 1933 في برونزويك في الولايات المتحدة، وتوفي في 3 أكتوبر 2015 في آيوا سيتي في الولايات المتحدة بسبب قصور كلوي. نشط حزبياً في الحزب الديمقراطي. وقد انتخب عضو مجلس ولاية آيوا ‏.